# Wiesława Różycka

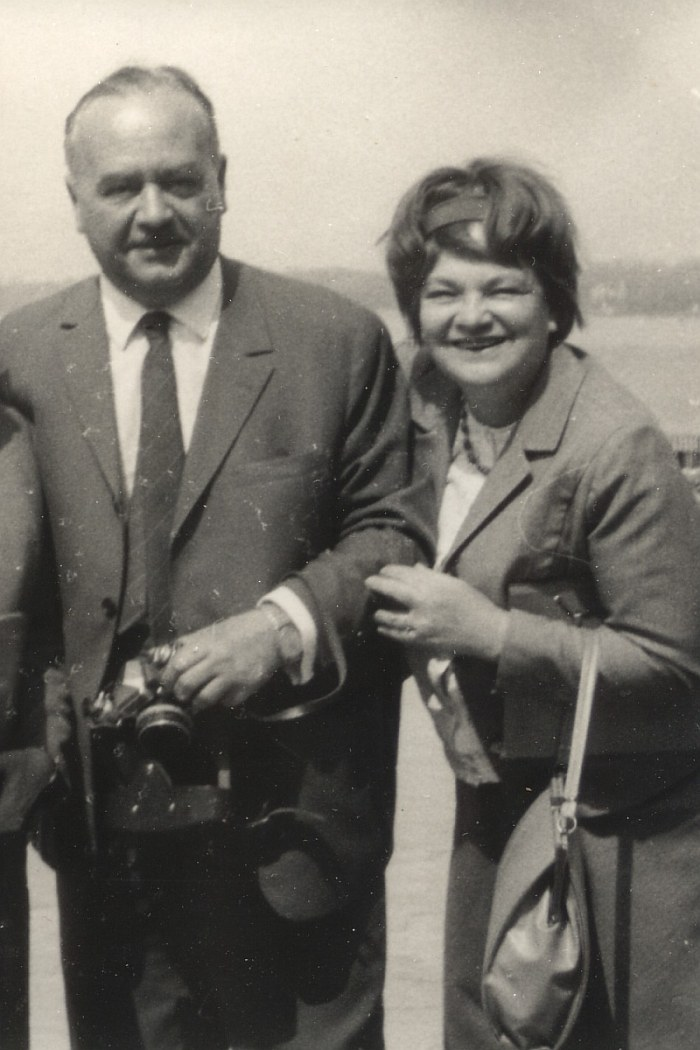
Z mężem Stefanem Zbigniewem, (1969)

Wiesława Różycka z domu Stopczyk (ur. 12 lutego 1915, zm. 17 stycznia 2004 w Konstancinie-Jeziornie) – polska geografka i urbanistka. Współtwórczyni fizjografii urbanistycznej w Polsce.

## Życiorys zawodowy
Maturę uzyskała w 1932. W latach 1932–1935 studiowała na Uniwersytecie Warszawskim w Zakładzie Geograficznym kierowanym przez Stanisława Lencewicza, a od 1935 na Wydziale Geografii Uniwersytetu Jagiellońskiego, który ukończyła w 1937. Jej praca dyplomowa dotyczyła zależności kształtowania sieci ulicznej Powiśla w Warszawie od zmiana koryta Wisły. W latach 1934–1949 pracowała jako nauczycielka geografii w gimnazjum i liceum Haliny Gepnerówny w Warszawie. We wrześniu 1939 pielęgniarka w Szpitalu Św. Łazarza w Warszawie. W czasie okupacji przez pewien czas nauczycielka w szkole zawodowej, także na tajnych kompletach organizowanych przez zespół Gimnazjum Gepnerówny. Po wojnie przez 6 lat starszy asystent w Katedrze Geomorfologii Zakładu Geografii Fizycznej (obecnie cześć Wydziału Geografii UW). W funkcjonującej tam Pracowni Fizjografii Urbanistycznej sprawowała między innymi opiekę nad studentami wykonującymi prace dyplomowe z zakresu fizjografii urbanistycznej. Dotyczyły one wybranych miast (m.in. Płocka, Ustki, Tczewa, Małkini, Gdyni).
W okresie 1948–1952 specjalistka do spraw fizjografii w Centralnym Biurze Projektów i Studiów Budownictwa Osiedlowego Zakładu Osiedli Robotniczych (ZOR). W latach 1952–1955 zatrudniona w Przedsiębiorstwie Państwowym „Geoprojekt”. W przedsiębiorstwie sprawowała funkcje zastępczyni dyrektora a następnie kierowniczki Działu Studiów i Norm. Pod jej kierunkiem wykonane zostało ponad 1000 opracowań fizjograficznych szczegółowych i ogólnych oraz opracowań geologiczno-inżynieryjnych. Przez krótki okres także jako „główny geolog” w Ministerstwie Budownictwa Miast i Osiedli, następnie w latach 1953–1960 w Centralnym Zarządzie Budownictwa Inżynieryjno-Wodnego na stanowisku naczelnego specjalisty geologii i fizjografii. W latach 1955–1957 członkini międzyresortowej komisji do redakcji prawa geopologicznego przy Centralnym Urzędzie Geologii, a w latach 1957–1960 komisji do opracowania nowelizacji prawa górniczego przy Państwowej Radzie Górniczej. Od 1957 do przejścia na emeryturę w Instytucie Urbanistyki i Architektury (po reorganizacji w 1974 znanym jako Instytut Kształtowania Środowiska a od 1986 jako Instytut Gospodarki Przestrzennej i Mieszkaniowej). Kierowniczka Zakładu Przyrodniczych Podstaw Planowania Przestrzennego (przed 1985 znanego jako Zakład Metodyki Badań i Informacji o Środowisku a przed 1976 jako Pracownia Urbanistyczna) tamże. Od 1971 na stanowisku docenta. Członkini kolegium redakcyjnego wydawnictw Instytutu Gospodarki Przestrzennej i Komunalnej. W ramach działalności dydaktycznej m.in. od 1956 przez długie lata prowadziła wykłady z fizjografii urbanistycznej na Wydziale Architektury Politechniki Warszawskiej, wykładała także w 1968–1970 na Wydziale Geologii UW.

## Dorobek naukowy i organizacyjny
Pracę doktorską pt. „Metody oceny warunków fizjograficznych dla potrzeb planowania przestrzennego miast i osiedli” napisaną pod kierunkiem Rajmunda Galonona obroniła w 1968 na Wydziale Biologii i Nauk o Ziemi Uniwersytetu Mikołaja Kopernika w Toruniu.
Tworzyła organizacyjne, teoretyczne i metodyczne podstawy fizjografii urbanistycznej a następnie ekofizjografii, które to dziedziny były głównymi polami jej działalności zawodowej. Opracowywała m.in. pierwsze wytyczne zasad wykonywania opracowań fizjograficznych do planów zagospodarowania przestrzennego. W szczególności była główną autorką Zarządzenia Nr 3 Przewodniczącego Komitetu Budownictwa, Urbanistyki i Architektury w sprawie opracowań fizjograficznych do miejscowych planów zagospodarowania przestrzennego z 17 stycznia 1964. Współorganizator „Przedsiębiorstwa Geologiczno-Fizjograficznego i Geodezyjnego 'Geoprojekt'”. Prekursorka kompleksowego traktowania zagadnień środowiska przyrodniczego w teorii i praktyce planowania przestrzennego. Współpracowała z wieloma znanymi urbanistami przy sporządzaniu pionierskich planów zagospodarowania przestrzennego oraz przy ich koreferowaniu i opiniowaniu m.in. w Głównej Komisji Urbanistyczno-Architektonicznej (GKUA). Do najważniejszych publikacji należy jej rozprawa doktorska, która ukazała się w 1971 w serii „Prac Geograficznych” IG PAN oraz podręcznik zatytułowany „Zarys fizjografii urbanistycznej” opublikowany w 1965 przez Wydawnictwo „Arkady”. Do szczególnie znaczących prac projektowych należy zaliczyć opracowanie koncepcji ekologicznego systemu obszarów chronionych w planach zagospodarowania przestrzennego oraz przedstawioną na przykładzie Białołęki Dworskiej w Warszawie metodykę opracowań ekofizjograficznych pozwalająca na kształtowanie funkcjonującego systemu przyrodniczego zapewniającego przebieg podstawowych procesów ekologicznych.
Członkini Towarzystwa Urbanistów Polskich (TUP) od 1954, przez dwie kadencje członkini Zarządu Głównego TUP. W 1962 zorganizowała Sekcję Fizjografii TUP i przewodniczyła jej przez trzy kadencje (1963–1967 i 1971–1974). Od 1989 członek honorowy TUP. Członkini Polskiego Towarzystwa Geograficzne od 1934 oraz Polskiego Towarzystwa Geologicznego od 1947. Członkini Polskiej Asocjacji Ekologii Krajobrazu (PAEK).
Odznaczona m.in. Złotym Krzyżem Zasługi (1969) i Krzyżem Kawalerskim Orderu Odrodzenia Polski (1975), Medalem 30-lecia Polski Ludowej (1974), Złotą Odznaką TUP (1973), Złotą Honorową Odznaką Centralnego Związku Spółdzielni Budownictwa Mieszkaniowego (1980), Srebrną odznaką honorową „Za zasługi dla gospodarki przestrzennej i gospodarki komunalnej” Ministerstwa Administracji i Gospodarki Przestrzennej (1985), odznaką „Zasłużonego Pracownika Geoprojektu” (1977) i Złotą Odznaką PTG.

## Życie prywatne
Córka Heleny z Moczulskich (siostry Wiktora Moczulskiego) i Henryka Antoniego Stopczyka (oboje zmarli w 1956). Mąż Stefan Zbigniew Różycki (ślub w 1934). Córka Barbara Różycka-Zarycka. Została pochowana w grobowcu rodzinnym na cmentarzu Powązkowskim w Warszawie (kwatera 15, rząd 2, grób 12 koło Bramy św. Honoraty).

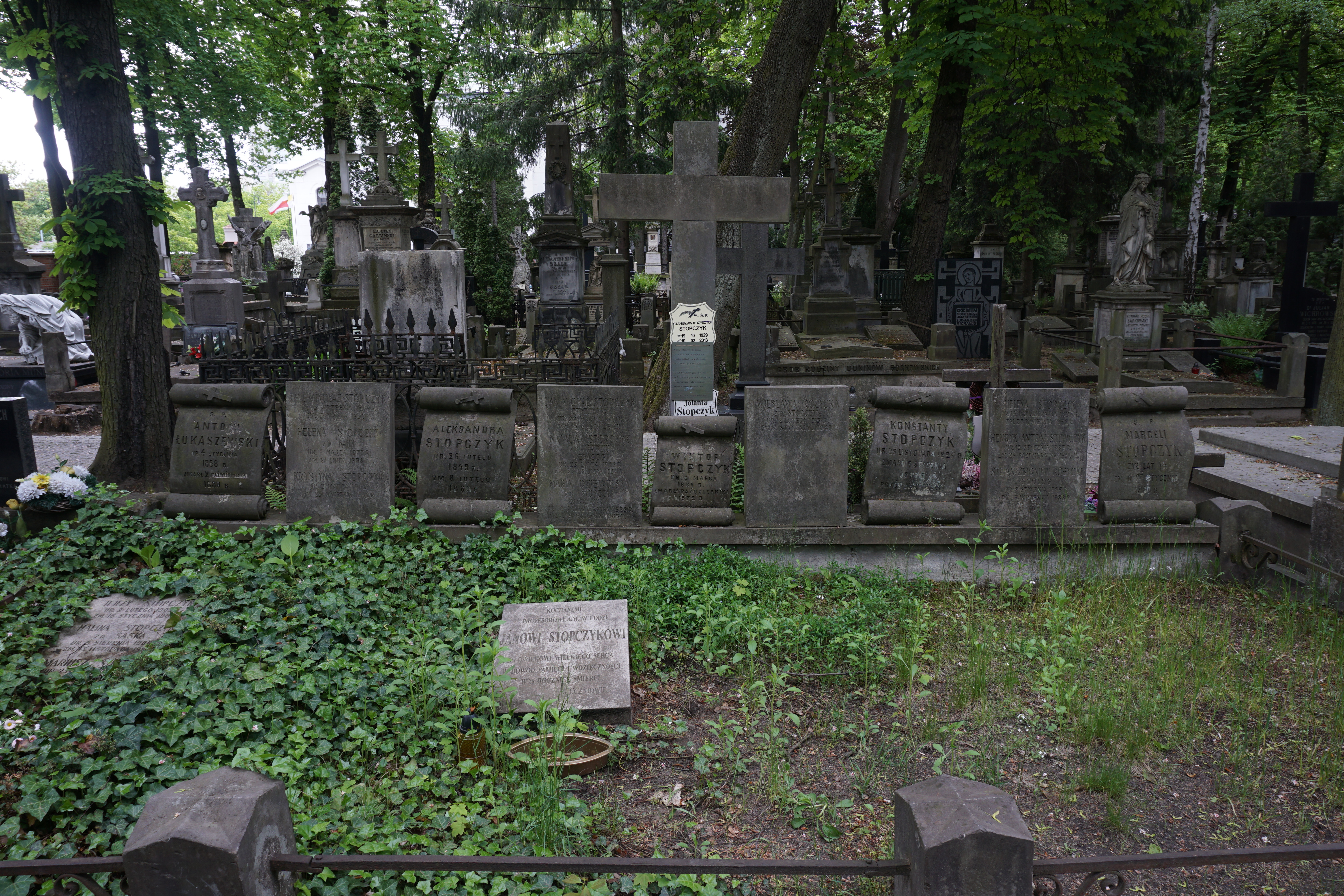
Grób Stefana Zbigniewa Różyckiego i Wiesławy Różyckiej na cmentarzu Powązkowskim

## Wybrane publikacje
- Różycka W. (1955) Problematyka i zadania fizjografii urbanistycznej. Przegląd Geograficzny, t. XXVII, z.3–4.
- Dembowska, Z. & Różycka, W. (1957) Wytyczne w sprawie zakresu i sposobu wykonywania i wykorzystywania dokumentacji fizjograficznej opracowanej dla potrzeby planów przestrzennego zagopodarowania miast i osiedli, Komitet do spraw Urbanistyki i Architektury, Warszawa.
- Różycka, W. (1964) Physiografic research in town and country planning. (w:) Problems of Applied Geography. II. Proceedings of the Anglo–Polish Seminar, Keele, September 9–20, 1962, Geographia Polonica vol.3. s. 251–262.
- Różycka, W. (1965) Zarys fizjografii urbanistycznej. Ministerstwo Budownictwa i Przemysłu Materiałów Budowlanych, Międzyuczelniany Zakład Podstawowych Problemów Architektury, Urbanistyki i Budownictwa. Warszawa: Wydawnictwo „Arkady”.
- Różycka, W. (1967) Le rôle des conditions naturelles dans l’aménagement du réseau des villes. (w:) Problemes de formation et d’aménagement du réseau urbain. Compte-rendu du IIe colloque géographique franco-polonais, septembre 1965 Geographia Polonica, vol.12, s. 61–85.
- Różycka, W. (1971) Metody oceny warunków fizjograficznych dla potrzeb planowania przestrzennego miast = Methods of evaluating physiographic conditions for town planning purposes, Prace Geograficzne, tom.90.
- Różycka, W. (1972) Tendances de la physiographie urbaine en Pologne. Geographia Polonica, vol.20, s. 99–108.
- Różycka, W. (1972) Wpływ urbanizacji na zmiany w środowisku geograficznym (w:) Problemy ochrony środowiska geograficznego, Pod redakcją Stanisława Bezerowskiego i Marii Bytnar-Suboczowej, Warszawa: Wydawnictwa Szkolne i Pedagogiczne.
- Różycka W., Gacka-Grzesikiewicz E., (1972) Warunki klimatyczne a przestrzenna struktura miasta, Warszawa: Instytut Urbanistyki i Architektury.
- Gacka-Grzesikiewicz, E., Rózycka W. (1975) Obszary chronione (parki krajobrazowe i strefy chronionego krajobrazu) a struktura przestrzenna aglomeracji), Warszawa.
- Różycka W. (1977) Propozycja formowania Ekologicznego Systemu Obszarów Chronionych wf planach zagospodarowania przestrzennego, Człowiek i Środowisko, t. 1, z.4, s.53–72.
- Różycka W. (1986) Zakres badań ekofizjograficznych i zasady wdrażania wyników do planów zagospodarowania przestrzennego, Człowiek i Środowisko, t. 4, z.10.
- Różycka W. (1991) Od fizjografii do ekofizjografii, Człowiek i Środowisko, t. 15 z. 3–4, s.133–148.